# Абрамович Артем Володимирович
Арте́м Володи́мирович Абрамо́вич (21 квітня 1990, м. Житомир, Українська РСР — 12 серпня 2014, с. Степанівка, Шахтарський район, Донецька область, Україна) — український військовик, капітан (посмертно) Збройних сил України, командир танкового взводу 30-ї механізованої бригади, учасник російсько-української війни. Лицар ордена Богдана Хмельницького III ступеня.
Загинув у бою під Степанівкою: його танк прикривав відхід української групи під час наступу російських військ вторгнення й знищений ворогом.

## Життєпис

### Навчання і служба
Обидва діди Артема були військовиками. Займався бальними танцями, захоплювався спортом, цікавився технікою. Після школи закінчив у 2007 році Житомирський екологічний ліцей, вступив до Академії сухопутних військ імені гетьмана Петра Сагайдачного. Мріяв про спеціальність аеромобільних військ, проте того року не проводили набір на цей факультет, тому обрав напрям навчання на танкіста. Здобув спеціальність управління діями підрозділів танкових військ.
У серпні 2011 року після випуску з академії — командир взводу. Через близькість до дому обрав службу у 30-й окремій механізованій бригаді.
У 2012 році відбувся перший в Україні конкурс на кращий танковий взвод, де Артем зі своїм підрозділом здобули друге місце. У грудні 2012 року отримав звання старшого лейтенанта.
У 2013 році був обраний до української команди учасників на майбутніх змаганнях з Танкового біатлону, що мали відбутися в Росії у серпні 2014 року. Одружився в січні 2012 року.

### Війна
Навесні 2014 року підрозділ Артема стояв на кордоні з анексованим Кримом, згодом — біля Бердянська. 27 липня переведений у район Савур-могили. Розбивши опір проросійських сил, українські війська утворили коридор для виведення оточених на кордоні підрозділів. 5 серпня 3 одиниці БМП та 1 танк зайняли висоту біля Никифорового, керував блокпостом старший лейтенант Артем Абрамович, за кілька кілометрів розмістили ще два блокпости.
12 серпня на блокпост Абрамовича відійшли 1 танк і 2 БМП з сусіднього блокпоста. Зі штабом зв'язатися не вдалося. Після «наради лейтенантів» вирішили прориватися до своїх на Міусинськ, куди й прибули. Старший лейтенант, що керував у Міусинську, наказав повернутися на висоту й захищати тил бригади.
Після зайняття попередньої позиції побачили, як з півдня почався обстріл «Градами», проте ракети пролетіли далі. Почала стріляти ворожа артилерія. Запросивши в штабу артилерійську допомогу, почули відповідь: «Снарядів немає». Незабаром на блокпост вийшли 4 танки, перший з яких був Т-64 з білими смугами, як в українських, з другого напрямку наступала російська піхота. Після перших пострілів у одного танка заклинило гармату, на той час уже були підбиті 2 БМП. Абрамович наказав підлеглим відходити, сам лишився з екіпажем свого танка — сержантом Ярославом Антонюком (механік-водій), та солдатом Петром Барбухом (навідник), — прикривати відступ.
Танк Артема був знищений у бою. Біля його згорілого остова залишився підбитим російський танк Т-72 з 18-ї мотострілецької бригади.
Український екіпаж відтоді вважався зниклим безвісти. У бою загалом було знищено 2 російські танки Т-72, українські сили втратили Т-64 — Абрамович, Антонюк, Барбух та БМП-2 — загинули прапорщик Дмитро Руденко та сержант Борис Луцько.
Група, яку прикривав екіпаж Абрамовича, дісталася до Міусинська. Більшість учасників бою залишилися живими та повернулися додому.

### Поховання
3 жовтня 2014 року пошуковці місії «Евакуація-200» знайшли в остові танку останки Артема Абрамовича та привезли до Запоріжжя; упізнаний за тестами ДНК.
Похований у Житомирі 23 травня 2015 року, Смолянське військове кладовище. По смерті лишились батьки та дружина Альона.
За наполяганням матері була проведена ексгумація і повторна експертиза. У могилі Артема виявили рештки також обох його побратимів, у тому числі і Ярослава Антонюка, якого до того вважали зниклим безвісти. 10 жовтня 2017 на Смолянському кладовищі проведено повторне захоронення.
Без Артема лишились батьки, дружина та донька.

## Нагороди та відзнаки
- Орден Богдана Хмельницького III ступеня (27 червня 2015, посмертно) — за особисту мужність і високий професіоналізм, виявлені у захисті державного суверенітету та територіальної цілісності України, вірність військовій присязі.[5]
- Недержавна відзнака — орден «Народний Герой України» (15 липня 2015, посмертно).
- Його портрет розміщено на меморіалі «Стіна пам'яті полеглих за Україну» в Києві: секція 2, ряд 3, місце 32.
- 23 серпня 2015 року в Новограді-Волинському відкрито пам'ятник воїнам-землякам та Новоград-Волинського гарнізону, які загинули під час російсько-української війни, серед яких ім'я Артема Абрамовича.
- 14 вересня 2015 року в на фасаді будівлі екологічного ліцею № 24 (вулиця Шевченка, 105-Б), йому відкрито меморіальну дошку.